# NGC 65
NGC 65 (ESO 473-10A / PGC 1229) és una galàxia lenticular localitzada a la constel·lació de la Balena. La seva magnitud aparent és de 13.4. S'hi troba situada en ascensió recta 18h 58m 7s, Dec -22°52'48". Es va descobrir per primera vegada en 1886 i també es coneix com a PGC 1229.